# Box Tengor II 56/2

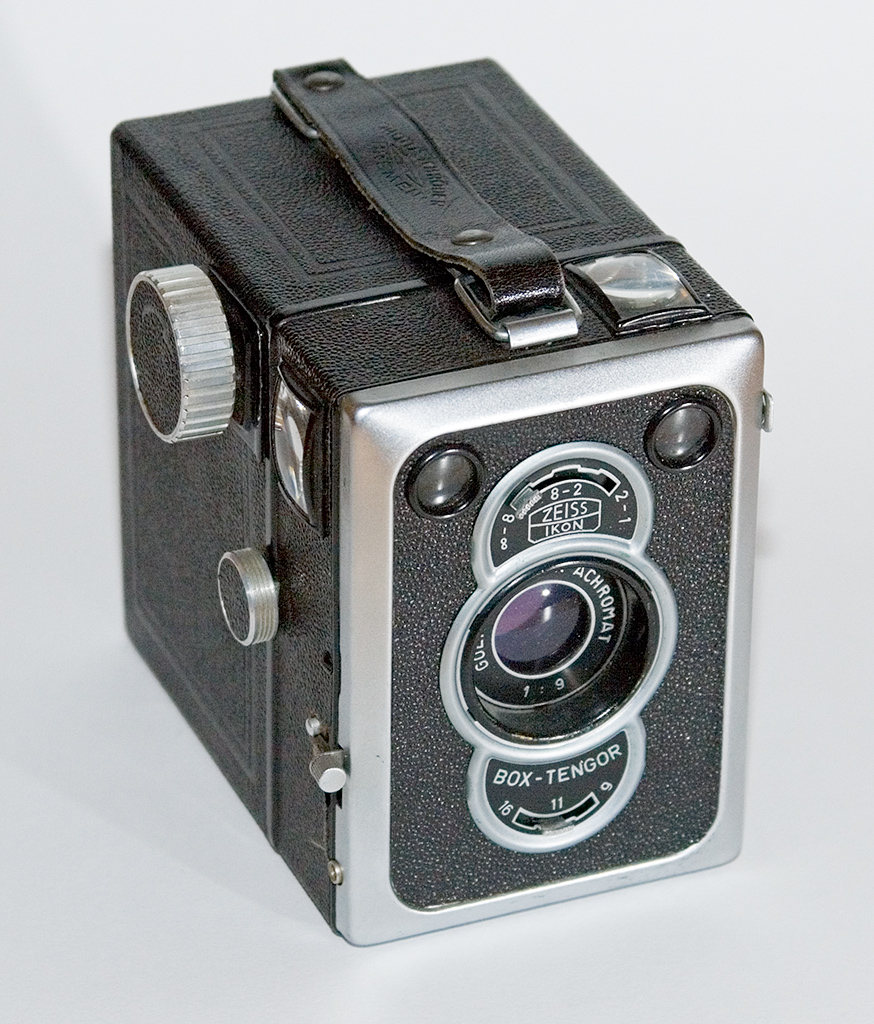
Zeiss Ikon Box Tengor

Die Box Tengor II 56/2 war eine Boxkamera aus dem Haus Zeiss Ikon. Sie wurde von der Optische Anstalt C. P. Goerz hergestellt. Mit ihr versuchte Zeiss an den Erfolg seiner Vorkriegs Box Tengor anzuknüpfen. Sie war eine beliebte Boxkamera, allerdings auch die teuerste und kostete anfänglich 33 Mark. Gebaut wurde sie von 1951 bis 1956 in Berlin-Steglitz.

## Merkmale und Ausstattung
- Filmtyp 6 × 9 cm, Rollfilm
- Baujahr 1951–1956
- Optik Goerz Frontar-Achromat 1:9/105 mm
- Rotationsverschluss (1/30 und „B“) mit einer Doppelbelichtungssperre
- Fokussierung manuell, 1–2, 2–8, 8–∞ in drei Stufen einstellbar
- Blitzkontakt (kein Blitzschuh) an der linken Seite unten

### Objektiv
Das Objektiv war ein vergüteter Achromat mit der Lichtstärke 9, abblendbar auf 11 und 16. Durch Vorschalten von Nahlinsen konnte man auch auf 1–2 m und 2–8 m fokussieren. Die Brennweite betrug 105 mm. Die üblichen Boxkameras hatten nur eine einfache Meniskuslinse (ein Monokel), während die Tengor II 56/2 bereits einen Achromaten und damit ein höherwertiges, korrigiertes optisches System mit drei verschiedenen Blendenstufen hatte.

## Geschichte
Im Prinzip war die Box Tengor die konsequente Weiterentwicklung der Vorkriegstechnik. Durch den Achromat konnten nun auch Farbfilme verwendet werden. Anfang 1955 änderte sich die Situation aber sehr plötzlich durch die modern geformte Agfa Clack. Die weitere Zukunft gehörte aber einem neuen Kameratyp: der Kleinbildkamera.